# MTV Hits
MTV Hits a fost un post de televiziune american care a apărut la data de 1 mai 2001, al cărui specific este asemănător postului MTV original. Din 1999 până în 2001 se numea MTV Extra.
La 27 mai 2014, a fost lansată o versiune europeană separată de cea din Marea Britanie.

## Istorie
Începând cu Regatul Unit, din 28 mai 2012, MTV Hits a început să transmită pe ecran lat, la fel și canalele înrudite cu acesta.
Din 2014, canalele MTV Hits, MTV Rocks, MTV Dance  etc, au o versiune europeană fără reclame sau teleshoping, având o licență cehă. 
Din 17 noiembrie 2015, a apărut o versiune franceză  a canalului MTV Hits și varianta europeană se închide în Franța, Elveția și Belgia. Acea versiune a înlocuit versiunile franceze alor MTV Base, MTV Pulse și MTV Idol.
Din 5 aprilie 2017, MTV Hits a schimbat sigla, modificându-și culoarea din alb-roz în roz (doar acesta).
Începând cu data de 14 septembrie 2021, MTV Hits și-a schimbat sigla. Din siglă, dreptunghiul M este modificat, și sub sigla M sub într-un alt font „Hits”. Atât sigla M, cât și cuvântul „Hits” a fost puse într-un pătrat roz. Odată cu această schimbare, sigla este mult mai mică pe ecran.
Canalul a fost închis pe 14 aprilie 2025, fiind înlocuit cu Club MTV.

## Programe difuzate
- The Official UK Top 40/20
- Nothing But Hits!
- Non-Stop Pop!
- Fresh Vids & Hot Hits!
- Newest Vids & Hot Hits!
- Wrapped!
- The Hits
- Big Fat Hits!
- Today's Top Hits
- Worldwide Hits!
- Non-Stop Hits!
- MTV's Party Hits!
- MTV Top 20
- Dancefloor Hits!
- Latin Hits!
- Christmas Hits!
- Party Hits
- Can’t Stop The Hits
- Welcome To The Weekend!
- Totally 10s!